# Lepidodactylus
Lepidodactylus is een geslacht van hagedissen dat behoort tot de gekko's (Gekkota) en de familie Gekkonidae.

## Naam en indeling
De wetenschappelijke naam van de groep werd voor het eerst voorgesteld door Leopold Fitzinger in 1843. De hagedissen werden eerder aan andere geslachten toegekend, zoals Gecko en Pseudogekko. Er zijn 41 soorten, inclusief de pas in 2020 beschreven soorten Lepidodactylus pollostos en Lepidodactylus sacrolineatus.
De geslachtsnaam Lepidodactylus betekent vrij vertaald 'geschubde tenen'.

## Verspreiding en habitat
De hagedissen komen voor in delen van Australië en Azië en leven in de landen Taiwan, China, Sri Lanka, India, de Seychellen, Myanmar, Maleisië, Vietnam, Japan, Indonesië, Filipijnen, Palau, Nieuw-Guinea en Papoea-Nieuw-Guinea. De soort Lepidodactylus lugubris is daarnaast geïntroduceerd in grote delen van Zuid-Amerika en vele eilanden in tropische delen van de wereld.
De habitat bestaat uit vochtige tropische en subtropische bossen en verschillende andere bostypen. Ook in door de mens aangepaste streken zoals landelijke tuinen, plantages en stedelijke gebieden kunnen de dieren worden aangetroffen.

## Beschermingsstatus
Door de internationale natuurbeschermingsorganisatie IUCN is aan 28 soorten een beschermingsstatus toegewezen. Van de hagedissen worden er 28 beschouwd als 'veilig' (Least Concern of LC), tien als 'onzeker' (Data Deficient of DD), twee als 'kwetsbaar' (Vulnerable of VU) en een als 'gevoelig' (Near Threatened of NT). De soort Lepidodactylus euaensis wordt gezien als 'ernstig bedreigd' (Critically Endangered of CR) en de soort Lepidodactylus listeri ten slotte staat te boek als 'uitgestorven in het wild (Extinct in the Wild of EW). De soort kwam voor op Christmaseiland en is hier uitgestorven maar er zijn nog wel populaties in gevangenschap waar het dier wordt gefokt..

## Soorten
Het geslacht omvat de volgende soorten, met de auteur en het verspreidingsgebied.
| Naam                         | Auteur                                                                         | Verspreidingsgebied |
| ---------------------------- | ------------------------------------------------------------------------------ | --- |
| Lepidodactylus aignanus      | Kraus, 2019                                                                    | Papoea-Nieuw-Guinea |
| Lepidodactylus aureolineatus | Taylor, 1915                                                                   | Filipijnen |
| Lepidodactylus balioburius   | Ota & Crombie, 1989                                                            | Filipijnen |
| Lepidodactylus browni        | Pernetta & Black, 1983                                                         | Papoea-Nieuw-Guinea |
| Lepidodactylus buleli        | Ineich, 2008                                                                   | Vanuatu |
| Lepidodactylus christiani    | Taylor, 1917                                                                   | Filipijnen |
| Lepidodactylus dialeukos     | Kraus, 2019                                                                    | Indonesië |
| Lepidodactylus euaensis      | Gibbons & Brown, 1988                                                          | Tonga |
| Lepidodactylus flaviocularis | Brown, McCoy & Rodda, 1992                                                     | Salomonseilanden |
| Lepidodactylus gardineri     | Boulenger, 1897                                                                | Polynesië |
| Lepidodactylus guppyi        | Boulenger, 1884                                                                | Bismarck-archipel, Salomonseilanden, Vanuatu, Oceanië, Santa Cruzeilanden, mogelijk in Nieuw-Guinea |
| Lepidodactylus herrei        | Taylor, 1923                                                                   | Filipijnen |
| Lepidodactylus intermedius   | Darevsky, 1964                                                                 | Indonesië |
| Lepidodactylus kwasnickae    | Kraus, 2019                                                                    | Papoea-Nieuw-Guinea |
| Lepidodactylus labialis      | Peters, 1867                                                                   | Filipijnen |
| Lepidodactylus listeri       | Boulenger, 1889                                                                | Christmaseiland |
| Lepidodactylus lombocensis   | Mertens, 1929                                                                  | Indonesië |
| Lepidodactylus lugubris      | Duméril & Bibron, 1836                                                         | Taiwan, China, Sri Lanka, India, Seychellen, Myanmar, Maleisië, Vietnam, Japan, Indonesië, Filipijnen, Palau, Nieuw-Guinea, Bismarck-archipel, Nauru, Salomonseilanden, Micronesië, Oceanië, Australië, Samoa, Guam, Genootschapseilanden, Marianen, Mascarenen, geïntroduceerd in de Verenigde Staten (Hawaï), Mexico, Nicaragua, Costa Rica, Panama, Brazilië, Ecuador, Colombia, Suriname, Venezuela en de Caraïben |
| Lepidodactylus magnus        | Brown & Parker, 1977                                                           | Papoea-Nieuw-Guinea |
| Lepidodactylus manni         | Schmidt, 1923                                                                  | Fiji-eilanden |
| Lepidodactylus mitchelli     | Kraus, 2019                                                                    | Papoea-Nieuw-Guinea |
| Lepidodactylus moestus       | Peters, 1867                                                                   | Micronesië |
| Lepidodactylus mutahi        | Brown & Parker, 1977                                                           | Salomonseilanden |
| Lepidodactylus novaeguineae  | Brown & Parker, 1977                                                           | Papoea-Nieuw-Guinea, Indonesië |
| Lepidodactylus oligoporus    | Buden, 2007                                                                    | Micronesië |
| Lepidodactylus oortii        | Kopstein, 1926                                                                 | Indonesië |
| Lepidodactylus orientalis    | Brown & Parker, 1977                                                           | Papoea-Nieuw-Guinea |
| Lepidodactylus pantai        | Stubbs, Karin, Arifin, Iskandar, Arida, Reilly, Bloch, Kusnadi, & Mcuire, 2017 | Indonesië |
| Lepidodactylus paurolepis    | Ota, Fisher, Ineich & Case, 1995                                               | Micronesië, Palau |
| Lepidodactylus planicauda    | Stejneger, 1905                                                                | Filipijnen |
| Lepidodactylus pollostos     | Karkkainen, Richards, Kraus, Tjaturadi, Krey, & Oliver, 2020                   | Indonesië |
| Lepidodactylus pulcher       | Boulenger, 1885                                                                | Oceanië, Papoea-Nieuw-Guinea |
| Lepidodactylus pumilus       | Boulenger, 1885                                                                | Australië, Papoea-Nieuw-Guinea |
| Lepidodactylus ranauensis    | Ota & Hikida, 1988                                                             | Maleisië |
| Lepidodactylus sacrolineatus | Kraus & Oliver, 2020                                                           | Papoea-Nieuw-Guinea |
| Lepidodactylus shebae        | Brown & Tanner, 1949                                                           | Salomonseilanden |
| Lepidodactylus tepukapili    | Zug, Watling, Alefaio, Alefaio & Ludescher, 2003                               | Polynesië |
| Lepidodactylus vanuatuensis  | Ota, Fisher, Ineich, Case, Radtkey & Zug, 1998                                 | Melanesië |
| Lepidodactylus woodfordi     | Boulenger, 1887                                                                | Papoea-Nieuw-Guinea, Salomonseilanden |
| Lepidodactylus yami          | Ota, 1987                                                                      | China (Lanyu eiland) |
| Lepidodactylus zweifeli      | Kraus, 2019                                                                    | Papoea-Nieuw-Guinea |